# Айвалък
Айвалък или Айвалик (понякога Айвали или Айвалъ, на турски: Ayvalık; на гръцки: Αϊβαλί; на старогръцки: Κυδωνίαι) е град в Западна Турция. Разположен е на крайбрежието на Егейско море, срещу гръцкия остров Лесбос.Айвалък е столица на „Синята родина“ – националната доктрина, обхващаща зоните на морска юрисдикция (териториални води, континентален шелф и изключителна икономическа зона), обявени от Република Турция в Черно, Средиземно море и Егейско море.

## География
Айвалък се намира на северозападното егейско крайбрежие на Турция. Срещу него гледа гръцкият остров Лесбос, а наоколо е разположен архипелагът на Айвалъшките острови. На юг от селището се намира тесен полуостров, а на изток се простират ниски хълмове, покрити с борове и маслинови дръвчета.

## История
Айвалък е разположен в исторически регион, известен с античното си име Еолида. Руините на три важни древни града се намират съвсем близко оттук – Асос и Троя са на север, Пергамон е на изток. Планината Ида, която има важно значение в древногръцката митология, също е разположена наблизо и може да бъде видяна от центъра на градчето. В днешно време Айвалък и многобройните островчета, разпръснати в залива, са популярна туристическа дестинация. Районът на Айвалък е бил населен още от най-древни времена. Заради постоянната заплаха от пиратство, селищата на съседните островчета останали малки, с изключение на това на о. Джунда, който бил най-големият и близко разположен до сушата остров. След византийския период Айвалък скоро става част от Османската империя. Тогава той придобива важно търговско значение. Получава определена автономия и дори редица европейски сили създават тук свои консулства. До 1922 г. населението на града е съставено почти изцяло от гърци, които тогава са разменени с турци от Крит в резултат на междудържавно споразумение между Турция и Гърция.
При избухването на Балканската война в 1912 година един човек от Айвалък е доброволец в Македоно-одринското опълчение.

## Личности
Родени в Айвалик
- Александрос Айвалиотис, гръцки андарт
- Георгиос Томбрас, гръцки андарт
- Тодор Нешев, македоно-одрински опълченец, 4 рота на 3 солунска дружина[6]
- Яков Клеомвротос (1907 – 1987), гръцки духовник
- Марко Мишаня, италиански виртуозен виолист, е първият и единствен получил почетно гражданство на град Айвалък[7]